# Виргин Ривер
«Виргин Ривер» (англ. Virgin River) — американский драматический телесериал потокового вещания, производства Reel World Management, снятый в Канаде, и основанный на романах Робин Карр. Премьера первого сезона состоялась на Netflix 6 декабря 2019 года.
В сентябре 2021 года сериал был продлен на четвёртый и пятый сезоны. Четвёртый сезон был выпущен 20 июля 2022 года. 17 мая 2023 года, в преддверии премьеры пятого сезона, Netflix продлил сериал на шестой сезон.

## Сюжет
Мелинда Монро откликается на объявление о работе акушеркой и медсестрой в отдаленном городке Виргин Ривер в Северной Калифорнии, думая, что это будет идеальное место, чтобы начать все сначала и оставить свои болезненные воспоминания позади. Но вскоре она обнаруживает, что жизнь в маленьком городке не так проста, как она ожидала.

## В ролях
- Александра Брекенридж — Мелинда Монро
- Мартин Хендерсон — Джек Шеридан
- Колин Лоуренс — Джон Миддлтон
- Дженни Купер — Джо Барнис
- Лорен Хаммерсли — Чармейн Робертс
- Аннетт О’Тул — Хоуп МакКри
- Тим Мэтисон — Вернон Муллинс
- Бен Холлингсворт — Ден Бреди
- Грейсон Гернси ― Рикки
- Сара Дагдейл — Лиззи
- Зибби Аллен — Бри Шеридан
- Марко Граццини — Майк Валенсуэла
- Марк Ганиме — доктор Камерон Хайек
- Кай Брэдбери — Денни Катлер

## Эпизоды
| Сезон | Серии | Серии | Даты показа     | Даты показа     |
| ----- | ----- | ----- | --------------- | --------------- |
| 1     | 10    | 10    | 6 декабря 2019  | 6 декабря 2019  |
| 2     | 10    | 10    | 27 ноября 2020  | 27 ноября 2020  |
| 3     | 10    | 10    | 9 июля 2021     | 9 июля 2021     |
| 4     | 12    | 12    | 20 июля 2022    | 20 июля 2022    |
| 5     | 12    | 10    | 7 сентября 2023 | 7 сентября 2023 |
| 5     | 12    | 2     | 30 ноября 2023  | 30 ноября 2023  |
| 6     | 10    | 10    | 19 декабря 2024 | 19 декабря 2024 |

## Выпуск
Премьера первого сезона состоялась 6 декабря 2019 года. Премьера второго сезона состоялась 27 ноября 2020 года. Третий сезон был выпущен 9 июля 2021 года. Премьера четвёртого сезона состоялась 20 июля 2022 года.

## Приём
На сайте агрегирования отзывов Rotten Tomatoes рейтинг одобрения второго сезона составляет 90% со средним рейтингом 6,30/10, основанным на 10 оценках критиков. На Rotten Tomatoes третий сезон имеет рейтинг одобрения 63% со средним рейтингом 6/10, основанным на 8 оценках критиков. Четвёртый сезон имеет 100% рейтинг одобрения на Rotten Tomatoes, основанный на 7 отзывах, со средним рейтингом 7/10.